# Ledri Vula
Ledri Vula (Pristina, 10 luglio 1986) è un rapper kosovaro di etnia albanese.

## Biografia
Ledri Vula è salito alla ribalta dopo aver vinto un Top Music Award per Sun rrin me neve nel giugno 2016. Il suo primo album in studio 10/10, pubblicato nel marzo 2020, ha fatto l'ingresso in 20ª posizione nella Schweizer Hitparade. All'LP ha fatto seguito 1 Goat per ty (2023), il suo secondo disco a entrare la classifica album svizzera.
Ha conseguito il suo miglior posizionamento nella hit parade svizzera relativa ai singoli con la collaborazione Dale (13ª posizione), pubblicata nel luglio 2021.

## Discografia

### Album in studio
- 2020 – 10/10
- 2023 – 1 Goat per ty

### Singoli
- 2010 – Sa dua (con Stine)
- 2014 – 100 probleme
- 2014 – Hallakama
- 2024 – Got Ur Back (con Dafina Zeqiri feat. DJ Sardi)
- 2014 – Ni gote per ty
- 2015 – Shume pis (con Era Istrefi)
- 2015 – SRMN
- 2016 – Kings
- 2016 – Nuk ma la (feat. Flori Mumajesi)
- 2016 – A jena mire
- 2017 – Krejt Shokt e mi (feat. Lumi B)
- 2017 – U harrum
- 2017 – Nona (feat. Young Zerka)
- 2017 – TTZ
- 2018 – 1 janari
- 2018 – I vogel
- 2018 – Merri merri (con Buta)
- 2018 – Princess Diana (con Lyrical Son)
- 2018 – Aje (con Tayna)
- 2019 – Kiss Kiss (con Lumi B)
- 2019 – Rio
- 2019 – MEM
- 2020 – Piano Rap
- 2020 – Prej inati
- 2020 – DMP (con Capital T)
- 2020 – Si baba
- 2020 – Sot sot sot
- 2021 – Don Mo
- 2021 – Marr (con Majk)
- 2021 – Dale (con Butrint Imeri e Kida)
- 2021 – Cope cope (con Bardhi)
- 2021 – Hala (con Tayna)
- 2021 – Amerikana
- 2022 – Lockdown
- 2022 – TDU (con Kida)
- 2022 – Monaco
- 2022 – Narcos Albania (con Lluni)
- 2022 – A mke dasht (con Melinda Ademi)
- 2022 – Tonat (con Yll Limani)
- 2022 – Uma love (feat. NUK & Lumi B)
- 2022 – Rebele (con Rzon)
- 2023 – Yjet dalin naten (con Capital T e Majk)
- 2023 – E keni dit (con Romeo Veshaj)
- 2023 – I Like It (con Lumi B)
- 2023 – Paranormal
- 2023 – Narco (con Ya Nina)
- 2024 – Njesia speciale
- 2024 – Kill Me
- 2024 – Thuj (con Ghetto Geasy)
- 2024 – No Love (con Elvana Gjata)
- 2024 – Shhh! (con Elvana Gjata)
- 2024 – Nuk ekziston (con Alban Skenderaj)
- 2024 – Oj oj oj